# Plzeň 7-Radčice
Plzeň 7-Radčice (německy Ratschitz) je městský obvod statutárního města Plzeň, nachází se na severozápadě města. V roce 2009 zde bylo evidováno 432 adres. V roce 2001 zde trvale žilo 893 obyvatel.
Radčice leží v katastrálním území Radčice u Plzně o rozloze 4,07 km², V katastrálním území Radčice u Plzně leží i malá část Křimic. Na začátku obce směrem od Malesic je průmyslový areál. Od roku 2018 je starostou Rolando Arias.

## Historie
První písemná zmínka o Radčicích pochází z roku 1420.
V noci ze 13. na 14. května 1943 zamířilo 168 bombardérů RAF z Velké Británie na Plzeň, aby provedly letecký útok na Škodovy závody. Většina leteckých pum dopadla na katastrální území Radčic. Ve vsi zahynulo 17 lidí, domy ve vesnici byly po náletu zásadně poškozené.
Radčice byly samostatnou obcí do roku 1976, kdy byla ves připojena k Plzni. Od roku 1990 je samostatným obvodem Plzeň 7 – Radčice.
Od roku 1995 je centrum městského obvodu Radčice chráněnou vesnickou památkovou zónou včetně návsi s kapličkou a historickými statky.

## Pamětihodnosti
- boží muka
- zemědělské dvory čp. 11 a 12
- kaple
- Asi 900 metrů severovýchodně od Radčic bylo v roce 2004 objeveno hradiště s částečně dochovaným opevněním. Místo bylo osídleno v eneolitu lidem chamské kultury a v raném středověku.[11]